# 隆納·德沃爾夫
隆納·愛德華·德沃爾夫（英語：Renald Edward DeWolf；1934年5月7日—1991年9月16日），也稱為小拉法葉·隆納·賀伯特（英語：Lafayette Ronald Hubbard, Jr.），是山達基教创始人L·罗恩·贺伯特和其第一任妻子玛格丽特·路易斯·格拉布的第一個孩子。也是賀伯特七個孩子中最年長的一位。

## 生平
1983年，隆納在面對《阁楼》杂志記者的採訪時，隆納說自己是早產兒；他的父亲用一個鞋盒做了一个临时搭建的孵化器，以及使用鞋盒后面的柜子里的抽屉，加上毯子和一个电灯泡，以保持婴儿的温暖。
小賀伯特有帮助他的父亲在山達基教的早期推廣，但后来拒绝了他的父亲和山達基教派，並改名換姓為隆納·德沃爾夫（Ronald Dewolf）。
1982年11月6日，在加利福尼亚州河濱的法院，德沃爾夫稱他父親已故或者不稱職，狀告取得父親遺產的控制權，而贺伯特則證明自己還活著。
1991年死于糖尿病并发症。他當時在內華達州卡森市中的奧姆斯比家酒店賭場當一名保安。

## 外部連結
- 1982年克利尔沃特的听证会-视频剪辑 在 韦巴克机 (归档月18日，2005年)
- 20/20:"科学"(1982) 在 韦巴克机 (归档月24日2010年)